# Правік та інші часи
Правік та інші часи (пол. Prawiek i inne czasy) - роман Ольги Токарчук, опублікований у 1996 році .
Книга була номінована на Літературну премію «Ніка» у 1997 році , а також отримала нагороду читачів  . За цю роботу автор також отримав нагороду Паспорт журналу «Політика» за 1996 рік та премію Фонду. Косцельського у 1997 р. . Роман виявився вдалим серед читачів . Він також був перекладений більш ніж на двадцять мов  . Він з'явився, серед інших, в англійській версії як Primeval and Other Times, перекладений Антонією Ллойд-Джонс  . Книга також була включена до шкільного читання  . Крім того, його адаптував для театру Себастьян Маєвський  .
Український переклад вийшов у 2004 році.

## Зовнішні посилання
- Офіційний вебсайт автора